# Ева Ибътсън
Ева Мария Шарлот Мишел Ибътсън (на английски: Eva Ibbotson), с фамилия по баща Визнер, е британска писателка на произведения в жанровете детска литература, фентъзи и социална драма.

## Биография и творчество
Родена е на 21 януари 1925 г. във Виена, Австрия в немско еврейско семейство, което по-късно бяга от нацистите. Баща ѝ Бертолд Визнер е пионер в лечението на безплодието при хора. Майка ѝ Анна Гмайнер е успешна писателка и драматург, работила с Бертолт Брехт и писала филмови сценарии за Георг Пабст. Родителите ѝ се разделят през 1928 г.: баща ѝ отива като лектор в Единбург; майка ѝ напуска Виена за Париж през 1933 г., след като работата ѝ е забранена от Адолф Хитлер, а после се установява в Северен Лондон и се омъжва за руски философ.
Ева прекарва голяма част от детството си живеейки в Единбург и Лондон. След завършване на гимназията интернат „Дартингтън Хол“ (вдъхновил романа ѝ „Езерото на водните кончета“) следва физиология и получава (1945) бакалавърска степен от Бедфорд Колидж на Лондонския университет и прави следдипломно обучение в Кеймбриджкия университет.
По време на следването си в Кеймбридж се запознава с еколога Алън Ибътсън, за когото се омъжва през 1947 г. Двамата се преместват в Нюкасъл ъпон Тайн, имат 3 сина и дъщеря и тя се заема с отглеждането им.
Отблъсната от мисълта, че ще трябва да прави кариера чрез провеждане на експерименти върху животни, тя прекратява научните си изследвания и следва наново, като през 1965 г. получава диплома по педагогика от университета в Дърам. След дипломирането си работи за кратко като учител, а после се посвещава изцяло на писателската си кариера.
Първият ѝ фентъзи роман „Голямото спасяване на призраци“ е издаден през 1975 г., а през 2011 г. е екранизиран в едноименния филм. Авторка е на 16 детски-юношески романа, които включват „Коя вещица?“, „Тайната на платформа 13“, „Повикай призрак“, „Чудовищна мисия“, „Мая, кралицата на Голямата река“, „Казанската звезда“, „Зверовете от замъка Клоустоун“ и „Езерото на водните кончета“. За книгата си „Мая, кралицата на Голямата река“ получава наградата „Нестле“. Книгата ѝ „Коя вещица?“ е предвидена за екранизация. Книгите ѝ за деца са въображаеми и хумористични и повечето от тях включват магически същества и места. Те отразяват любовта ѝ към природата и към австрийската провинция от нейното детство.
Тя пише и произведения за възрастни, включително „Тайната графиня“ (1981), „Компания от лебеди“ (1985) и „Вълшебни флейти“ (1982), както и два романа, „Сутрешният подарък“ (1993) и „Песен за лятото“ (1997), чието действие се развива в Европа по време на Втората световна война и отразява нейните спомени от онова време.
Ева Ибътсън умира на 20 октомври 2010 г. в Нюкасъл ъпон Тайн, Англия.

## Произведения

### Самостоятелни романи
- A Countess Below Stairs (1981) – издаден и като The Secret Countess (2007)[1][2][3]
- Magic Flutes (1982) – издаден и като The Reluctant Heiress (2009)
- A Company of Swans (1985)
- Madensky Square (1988)
- The Morning Gift (1993)
- A Song for Summer (1997)

### Сборници
- A Glove Shop in Vienna: And Other Stories (1984) – разкази[1]

### Детска литература
- The Great Ghost Rescue (1975)[1][2][3]
- Which Witch? (1979)[4]
- The Worm & the Toffee Nosed Princess (1983)
- The Haunting of Hiram C. Hopgood (1987) – издаден и като The Haunting of Hiram (1988) и The Haunting of Granite Falls (2004)
- Not Just a Witch (1989)
- The Secret of Platform 13 (1994)
- Dial-a-Ghost (1996)
- Monster Mission (1999) – издаден и като Island of the Aunts
- Journey to the River Sea (2001)
Мая, кралицата на Голямата река, изд. ИК „Емас“ (2013), прев. Емилия Ничева-Карастойчева
- The Star of Kazan (2004)
Казанската звезда, изд. ИК „Емас“ (2014), прев. Емилия Ничева-Карастойчева
- The Beasts of Clawstone Castle (2005)
- The Haunting of Hiram (2008)
- The Dragonfly Pool (2008)
Езерото на водните кончета, изд. ИК „Емас“ (2015), прев. Емилия Ничева-Карастойчева
- The Ogre of Oglefort (2010)
- One Dog and his Boy (2010)
- The Abominables (2012, посмъртно)

### Екранизации
- 1962 ITV Television Playhouse – тв сериал, 1 епизод
- 1978 Der große Karpfen Ferdinand und andere Weihnachtsgeschichten
- 2011 The Great Ghost Rescue
- ?? Which Witch?